# Strobliella
Strobliella is een muggengeslacht uit de familie van de galmuggen (Cecidomyiidae).

## Soorten
- S. brachycornis Spungis & Jaschhof, 2000
- S. intermedia Kieffer, 1898